# Nardoa mamillifera
Nardoa mamillifera är en sjöstjärneart som beskrevs av Livingstone 1930. Nardoa mamillifera ingår i släktet Nardoa och familjen Ophidiasteridae. Inga underarter finns listade i Catalogue of Life.